# محمد الفخراني (ممثل)
محمد الفخراني (1 يناير 2007 -), ممثل مصري .

## أعماله

### الأفلام
- 2012: بابا
- 2015: الخلبوص
- 2015: كابتن مصر
- 2016: سطو مثلث
- 2016: بارتي في حارتي

### المسلسلات
- 2013: الكبير أوي (ج3)
- 2013: الرجل العناب
- 2014: صاحب السعادة
- 2014: سرايا عابدين
- 2015: وش تاني
- 2015: لهفة
- 2016: الكيف
- 2016: بس مباشر
- 2017: ريح المدام
- 2018: الشارع اللي ورانا
- 2019: بحر
- 2019: ابن أصول